# Kenneth G
Kenneth Geoffrey Oudejans, plus connu sous le pseudo Kenneth G, est un disc-jockey néerlandais, originaire d'Amsterdam[réf. nécessaire], actif depuis 2009.
Il se fait connaître en 2013 avec ses sorties sur le label néerlandais Hysteria Records avant de rejoindre Revealed Recordings l'année suivante.

## Discographie

### Singles
- 2009 : Konichiwa Bitches! (avec Nicky Romero) [Spinnin Records]
- 2010 : Are U Serious [Selekted Music]
- 2011 : Tjoppings [Made In NL (Spinnin)]
- 2012 : Bazinga [Hysteria]
- 2012 : Wobble [Big Boss Records]
- 2013 : Duckface (avec Bassjackers) [Hysteria Recs]
- 2013 : Basskikker [Ones To Watch Records (Mixmash)]
- 2013 : Stay Weird [Hysteria Recs]
- 2013 : Rage-Aholics [Revealed Recordings]
- 2014 : RAVE-OLUTION (avec AudioTwinz) [Hysteria Recs]
- 2014 : 97 (avec FTampa) [Revealed Recordings]
- 2014 : Rampage (avec Bassjackers) [Revealed Recordings]
- 2014 : Blowfish (avec Quintino) [Fly Eye Records]
- 2014 : Zeus (avec MOTi) [Musical Freedom]
- 2015 : Pop (avec Reez) [Wall Recordings]
- 2015 : Kung Fu (avec Maurice West) [Mainstage Music]
- 2016 : Bonzaï [Mainstage Music]
- 2016 : We Are One [Armada Trice]
- 2017 : Omen (avec MOTi & Olly James) [Revealed Recordings]

### Remixes
- 2012 : Joachim Garraud, Alesia - Nox (Moti & Kenneth G Remix) [Dim Mak Records d]
- 2013 : D-Rashid, Rishi Bass, MC Stretch - Casera (Kenneth G Remix) [Big Boss Records]